# 湯姆森航空航點

在2010年1月，湯姆森航空服務以下目的地：

## 非洲
- 佛得角
  - 博阿維斯塔島：華布機場
  - 薩爾島：阿米爾卡·加布拉爾國際機場
- 埃及
  - 阿斯旺：阿斯旺國際機場
  - 洪加達：洪加達國際機場
  - 樂蜀：盧克索國際機場
  - 馬爾薩阿拉姆：馬爾薩阿拉姆國際機場
  - 梅沙馬特魯：梅沙馬特魯機場 [季節性]
  - 沙姆沙伊赫：沙姆沙伊赫國際機場
  - 塔巴：塔巴國際機場
- 肯雅
  - 蒙巴薩：莫伊國際機場
- 摩洛哥
  - 阿加迪爾：阿加迪爾－Al Massira機場
  - 馬拉喀什：馬拉喀什－邁納拉國際機場
- 突尼斯
  - 莫納斯提爾：莫納斯提爾哈比卜·布爾吉巴國際機場
  - 傑爾巴島：傑爾巴－傑爾吉斯國際機場

## 美洲

### 加勒比地區
- 阿魯巴
  - 奧臘涅斯塔德：貝婭特麗克絲女王國際機場 [季節性]
- 巴巴多斯
  - 布里奇敦國際機場 [季節性]
- 古巴
  - 哈瓦那：何塞·馬蒂國際機場
  - 奧爾金：弗蘭克派斯機場
  - 聖克拉拉：阿貝爾聖瑪麗亞機場
  - 巴拉德羅：Juan Gualberto Gómez機場
- 多米尼加共和國
  - 羅馬納：拉羅馬納國際機場
  - 普拉塔港：Gregorio Luperón國際機場
  - 蓬塔卡納：蓬塔卡納國際機場
  - 聖塔芭芭拉-山美納：Samaná El Catey國際機場
- 牙買加
  - 蒙特哥貝：桑斯特國際機場

### 北美洲
- 墨西哥
  - 阿卡普爾科：Juan N. Álvarez國際機場
  - 坎昆：坎昆國際機場
- 美國
  - 奧蘭多：奧蘭多桑福德國際機場

## 亞洲
- 塞浦路斯
  - 帕福士：帕福士國際機場
  - 拉納卡：拉納卡國際機場 [季節性]
- 印度
  - 果阿邦：Dabolim機場
- 馬爾代夫
  - 馬累：馬累國際機場

## 歐洲
- 奧地利
  - 因斯布魯克：因斯布魯克機場 [季節性]
  - 薩爾斯堡：薩爾茨堡沃爾夫岡·阿馬多伊斯·莫扎特機場 [季節性]
- 保加利亞
  - 布爾加斯：布爾加斯機場 [季節性]
  - 索菲亞：索菲亞機場 [季節性]
- 克羅地亞
  - 杜布羅夫尼克：杜布羅夫尼克機場 [季節性]
  - 普拉：普拉機場 [季節性]
- 法國
  - Figari：Figari Sud-Corse Airport [季節性]
- 希臘
  - 哈尼亚：哈尼亞揚尼斯·達斯卡洛伊安尼斯國際機場 [季節性]
  - 科孚島：克基拉島揚尼斯·卡波迪斯特里亞斯國際機場 [季節性]
  - 伊拉克利翁：伊拉克利翁尼科斯·卡贊察基斯國際機場 [季節性]
  - 卡拉馬塔：卡拉馬塔國際機場 [季節性]
  - 卡瓦拉：卡瓦拉亞歷山大大帝國際機場 [季節性]
  - 凱法利尼亞島：凱法利尼亞島國際機場 [季節性]
  - 科斯島：科斯島國際機場 [季節性]
  - 米科諾斯島：米克諾斯島國家機場 [季節性]
  - 米蒂利尼：米蒂利尼國際機場 [季節性]
  - 普雷韋扎：Aktion國家機場 [季節性]
  - 羅得島：羅得島迪亞戈拉斯國際機場 [季節性]
  - 薩摩斯島：薩莫斯國際機場 [季節性]
  - 聖托里尼：聖托里尼(費拉)國家機場 [季節性]
  - 斯亞索斯：斯亞索斯島國家機場 [季節性]
  - 塞薩洛尼基：塞薩洛尼基馬其頓國際機場 [季節性]
  - 扎金索斯州：扎金索斯國際機場 [季節性]
- 愛爾蘭
  - 都柏林：都柏林機場 基地
  - 香農：香農機場 [季節性]
- 意大利
  - 阿爾蓋羅：Fertilia機場 [季節性]
  - 卡塔尼亞：卡塔尼亞—豐塔納羅薩機場 [季節性]
  - 那不勒斯：那不勒斯機場 [季節性]
  - 比薩：比薩－聖朱斯托機場 [季節性]
  - 都靈：都靈—卡塞勒機場 [季節性]
  - 威尼斯：威尼斯－泰塞拉機場 [季節性]
  - 維羅納：維羅拿機場 [季節性]
- 馬耳他
  - 馬耳他國際機場
- 黑山
  - 蒂瓦特：蒂瓦特機場 [季節性]
- 葡萄牙
  - 法魯：法魯機場 [季節性]
  - 豐沙爾：馬德拉機場
- 西班牙
  - 阿利坎特：阿利坎特機場
  - 富埃特文圖拉島：富埃特文圖拉機場
  - 赫羅納：赫羅納—布拉瓦海岸機場 [季節性]
  - 韋斯卡：韋斯卡—Pirineos 機場 [季節性]
  - 伊維薩島：伊維薩島機場 [季節性]
  - 蘭薩羅特島：蘭薩羅特島機場
  - 拉斯帕爾馬斯：拉斯帕爾馬斯機場
  - 馬拉加：馬拉加機場
  - 馬洪：米諾卡機場 [季節性]
  - 帕爾馬：帕爾馬機場
  - 雷烏斯：雷烏斯機場 [季節性]
  - 拉帕爾瑪島：拉帕爾瑪島機場
  - 特內里費島：特內里費南機場
- 瑞士
  - 日內瓦：日內瓦國際機場 [季節性]
- 土耳其
  - 安塔利亞：安塔利亞機場 [季節性]
  - 博德魯姆：博德魯姆—米拉斯機場 [季節性]
  - 達拉曼：達拉曼機場 [季節性]
  - 伊茲密爾：Adnan Menderes機場 [季節性]
- 英國
  - 英格蘭
    - 伯明翰：伯明翰機場 基地
    - 伯恩茅斯：伯恩茅斯機場 基地
    - 布里斯托：布里斯托國際機場 基地
    - 唐卡斯特/謝菲爾德：唐卡斯特/謝菲爾德—羅賓漢機場 基地
    - 東米德蘭茲：東米德蘭茲機場 基地
    - 埃克塞特：埃克塞特國際機場 基地
    - 赫爾河畔京士頓：亨伯賽德機場 [季節性]
    - 利兹/布拉福：利兹/布拉福國際機場 [季節性]
    - 倫敦：格域機場 基地
    - 倫敦：倫敦盧頓機場 基地
    - 倫敦：倫敦斯坦斯特德機場 基地
    - 曼徹斯特：曼徹斯特機場 基地
    - 泰恩河畔紐卡素：紐卡素機場 基地
    - 諾里奇：諾里奇國際機場 [季節性]
    - 修咸頓：修咸頓機場 [季節性]
    - 蒂賽德：達拉謨戴斯谷機場 [季節性]

  - 北愛爾蘭
    - 貝爾法斯特：貝爾法斯特國際機場
    - 德里：德里城機場 [季節性]

  - 蘇格蘭
    - 阿伯丁：阿伯丁機場 [季節性]
    - 愛丁堡：愛丁堡機場 [季節性]
    - 格拉斯哥：格拉斯哥國際機場 基地

  - 威爾士
    - 加的夫：加的夫機場 基地

## 已停辦的目的地
- 安提瓜和巴布達：聖約翰
- 巴哈馬：拿騷
- 塞爾維亞：尼什
- 英國：考文垂、因弗內斯、澤西島、利物浦
- 委內瑞拉：瑪格麗塔島